# Bulbocapnine
La bulbocapnine est un alcaloïde retrouvé dans des plantes des genres Corydalis (notamment l'espèce européenne Corydalis cava) et Dicentra, appartenant à la famille des Fumariaceae. Certaines espèces, comme l'américaine Corydalis caseana, sont connues pour avoir provoqué des empoisonnements mortels chez les ovins et les bovins. Il a été démontré qu'il agit comme un inhibiteur de l'acétylcholinestérase et qu'il inhibe la biosynthèse de la dopamine via l'inhibition de l'enzyme tyrosine hydroxylase,. Comme l'apomorphine, il s'agirait d'un inhibiteur de la formation de fibres de protéine bêta-amyloïde (Aβ), dont la présence est une caractéristique de la maladie d'Alzheimer. La bulbocapnine est donc un potentiel thérapeutique dans le cadre de l'hypothèse amyloïde. Selon le dictionnaire médical Dorlands, il « inhibe les activités réflexes et motrices du muscle strié. Il a été utilisé dans le traitement des tremblements musculaires et du nystagmus vestibulaire ».
Les effets de La bulbocapnine ont été étudiés chez l'animal à partir de 1928, puis chez l'homme dès  1930, par le chercheur néerlandais Hermann de Jong et le psychiatre français Henri Baruk : la ressemblance des tableaux comportementaux chez les animaux obtenus avec ceux de la catatonie humaine (qu'on peut observer dans la schizophrénie, mais pas seulement) frappa les deux auteurs : catalepsie, négativisme, hyperkinésies, troubles végétatifs, signes généraux (sommeil, crises épileptiformes), modification du comportement social (tendance à l'isolement). Baruk en avait tiré argument en faveur d'une hypothèse toxique de la schizophrénie.
Robert Heath, un psychiatre de l'Université de Tulane, a réalisé des expériences sur des prisonniers du pénitencier d'État de Louisiane en utilisant la bulbocapnine pour provoquer un état de stupeur. Les recherches menées à Tulane ont inspiré et se sont déroulées parallèlement à des expériences sollicitées par la Central Intelligence Agency (CIA). Les études de Heath sur la bulbocapnine, réalisées pour le compte du gouvernement, faisaient partie d'une enquête plus large visant à explorer le potentiel des composés psychoactifs comme aides aux interrogatoires.

## Effets
Il peut induire une catalepsie caractérisée par le curieux symptôme de flexibilité cireuse et l'état produit par le médicament a été comparé au mutisme akinétique,.

## Dans la culture populaire

### Dans la littérature
- L'auteur William S. Burroughs fait référence à cette drogue dans son livre Le Festin nu (1959), dans lequel le Dr Benway, personnage fictif, l'utilise pour inciter les victimes de torture à l'obéissance.

### À la télévision
- L'utilisation du médicament pour traiter le beau-père et prédécesseur du maire Kane est un élément de l'intrigue de la saison 2 de la série télévisée Boss, par exemple dans les épisodes s2.e8 (« Conséquences » ; 5 octobre 2012) et s2.e9 (« Église » ; 12 octobre 2012).